# Ægyptisk kobra
Ægyptisk kobra (Naja haje), også kendt som "أورايوس" på egyptisk arabisk udtales: Ouraeus (afledt af det oldgræske ord: οὐραῖος) er en giftig slange, der hører til slægten Naja, der er en del af familien giftsnoge. Det er en af de største Naja-arter i Afrika.